# Музейно-мемориальный комплекс «Дорога жизни» (Ладожское Озеро)

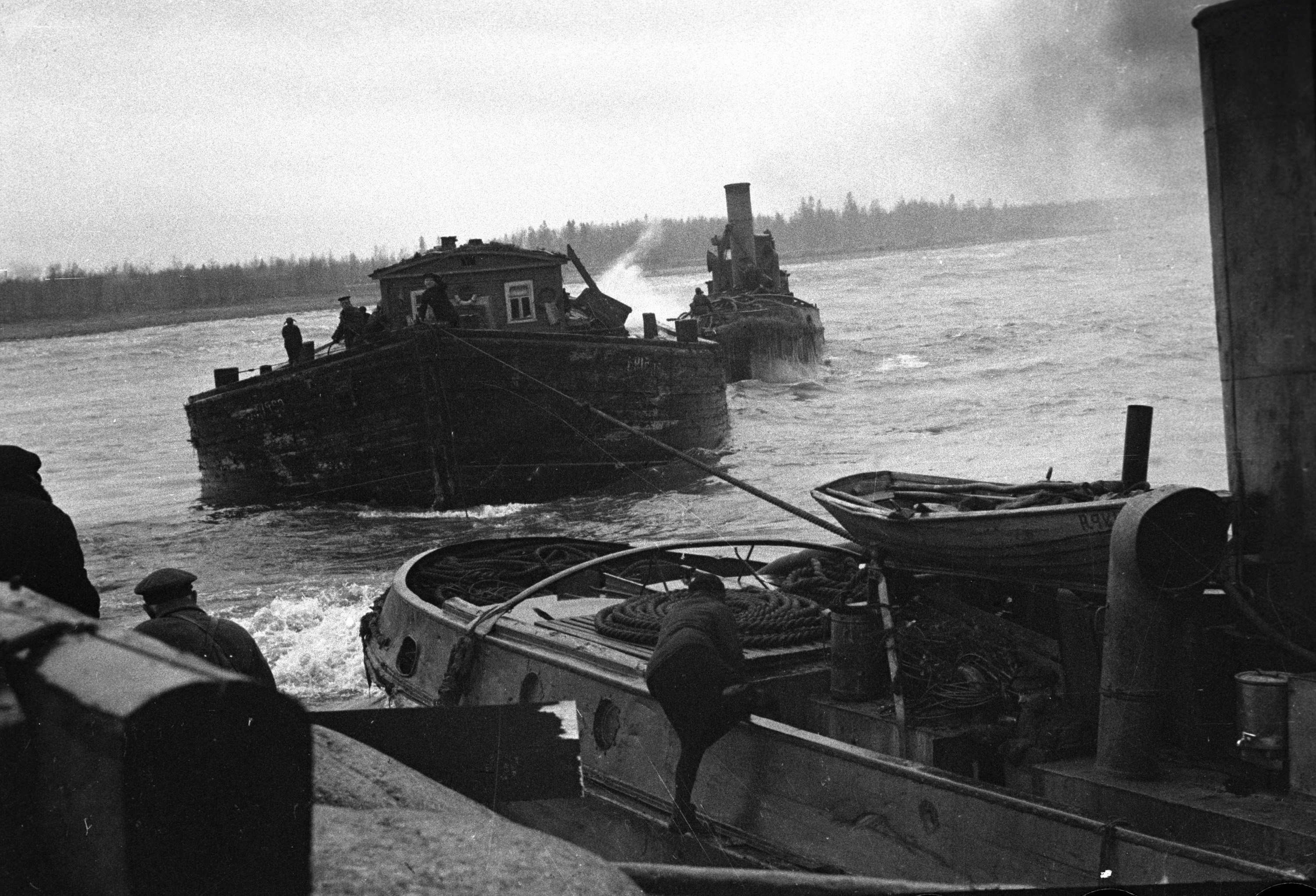
Катера подвозят продукты по Ладожскому озеру в блокадный Ленинград.

Музе́йно-мемориа́льный ко́мплекс «Доро́га жи́зни» — архитектурно-мемориальный комплекс, созданный на железнодорожной станции Ладожское Озеро в 1975 году. Посвящён железнодорожникам и морякам, перевозившим с 1942 по 1944 год по «Дороге Победы» Шлиссельбург — Поляны и «Дороге жизни», проходившей по Ладожскому озеру, необходимые для жизни города грузы в блокадный Ленинград и вывозившим из него истощённых людей и оборонную продукцию.
Архитектурный ансамбль на станции Ладожское Озеро — дань памяти воле и мужеству людей, спасавших жителей блокадного Ленинграда и защищавших Отечество. В истории войн нет примеров созданных в кратчайшие сроки и действующих в зимних условиях ограниченных путей сообщения, по которым в условиях осады несколько лет осуществлялось снабжение осаждённого города, проводилась эвакуация.

## История
Музейно-мемориальный комплекс создан в 1975 году на станции Ладожское Озеро.
Инициатором создания музейного ансамбля стали инициативная группа ветеранов войны и бывший начальник Октябрьской железной дороги, Герой Советского Союза Владимир Чубаров.
Комплекс памятников локомотиву, ходившему по Дороге Победы, морякам и кораблям Дороги жизни были установлены как память о тех, кто погиб во время действия железнодорожной ветки, ледовой и морской переправы в бухте Осиновец, расположенной в полутора километрах от железнодорожной станции Ладожское Озеро.
Небольшая станция Ладожское Озеро в годы Великой Отечественной войны была крупным железнодорожным узлом, к которому примыкал озерно-речной порт, восстановленный из разрушенного мола в бухте Осиновец.
До войны на станции действовали четыре железнодорожных пути, в годы войны — двадцать. Были построены: водонапорная башня, два разворотных треугольника и гидроколонки, заправлявшие паровозы водой.
Все машинисты, работавшие на локомотивах во время войны, удостоены высших государственных наград.

## Описание
Музейно-мемориальный комплекс на станции Ладожское Озеро представляет единый архитектурно-художественный ансамбль, в который вошли:
- Здание вокзала, решённое в форме противотанкового надолба, в котором находится музей, посвящённый работе железнодорожников в годы войны.
- Паровоз-памятник Эш4375 и паровой колун для добычи торфа. Колуном добывался торф, необходимый для работы единственной действующей в Ленинграде электростанции.
- Монумент «Кораблям Дороги жизни» на территории вокзала.
- Столб-пилон с надписью «47/48 Дорога жизни».

Паровоз Эш4375 является тем самым локомотивом, на котором в годы войны возили грузы в осаждённый врагом город.
В здании вокзала находится музей, посвящённый работе железнодорожников в годы Великой Отечественной войны на Дороге Победы. В экспозициях музея представлено свыше 1500 музейных экспонатов: документов, писем, вещей, фотографий и других свидетельств военного времени.
Возле здания вокзала железнодорожной станции «Ладожское озеро» находится памятник легендарному паровозу Эш-4375, рядом лежит паровой молот, который использовали при добыче торфа для единственной работавшей в городе электростанции, и установлена памятная стела.
Паровоз Эш-4375 находился в 1943 году на ремонте, затем в эксплуатации. В 1969-м году участник войны машинист Василий Еледин нашёл и привёл локомотив в депо Ленинград-Финляндский. После реставрации паровоза в депо Санкт-Петербург-Сортировочный-Московский музейный экспонат в течение 10 часов устанавливали на постамент силами коллектива восстановительного поезда Санкт-Петербург-Финляндский.
На территории вокзала воздвигнут гранитный постамент, на котором установлен фрагмент металлической конструкции — подлинный элемент искорёженного взрывом металла. Часть корабля, пострадавшего в ходе бомбёжки вражеской немецкой авиации «Дороги жизни», поднята со дна Ладожского озера. Является символом воли и мужества военных моряков Северо-Западного речного пароходства и железнодорожников, работавших на Дороге жизни и Дороге Победы.
На постаменте табличка со словами:
Сталь можно согнуть, человеческую волю никогда
Табличка в 2013 году на памятнике отсутствовала, была восстановлена в 2019 году.
Памятник является знаком, напоминающим о моряках Балтийского флота, ходивших на кораблях по Ладоге под шквальным огнём артиллерии и вражеской авиации, перевозивших необходимые грузы в блокадный Ленинград. Из Ленинграда вывозилась оборонная продукция, истощённые дети, старики и женщины. Возле посёлка Осиновец Ленинградской области также стоит памятный знак военным морякам, водителям и героическим работникам, погибшим в годы войны на Дороге жизни.